# Onoda - 10.000 notti nella giungla
Onoda - 10.000 notti nella giungla (Onoda, 10 000 nuits dans la jungle) è un film del 2021 diretto da Arthur Harari, liberamente ispirato alla vicenda di Hiroo Onoda.

## Trama
Fine del 1944. Su ordine del maggiore Taniguchi, il giovane soldato giapponese Hiroo Onoda viene inviato su un'isola delle Filippine poco prima dello sbarco americano. Per l'Impero la guerra sta per finire. Per Onoda, durerà altri 10 000 giorni.

## Produzione
Il film, una co-produzione internazionale a guida francese, ha avuto un budget di circa 5 milioni di euro.
Le riprese si sono svolte in Cambogia nel corso di tre mesi tra la fine del 2018 e l'inizio del 2019.

## Distribuzione
Il film è stato presentato in anteprima il 7 luglio 2021 al 74º Festival di Cannes, come film d'apertura della sezione Un Certain Regard. È stato distribuito nelle sale cinematografiche francesi dal 21 luglio seguente.

## Accoglienza

### Incassi
Il film è stato un flop al botteghino francese, registrando appena 45 512 spettatori in 105 sale.

### Critica
Il film è stato insignito dalla critica francese del premio Louis-Delluc e del premio al miglior film francese del sindacato francese della critica cinematografica.

## Riconoscimenti
- 2022 - Premi César
  - Miglior sceneggiatura originale ad Arthur Harari e Vincent Poymiro
  - Candidatura per il miglior film
  - Candidatura per il miglior regista ad Arthur Harari
  - Candidatura per la miglior fotografia a Tom Harari
- 2022 - Premi Lumière
  - Candidatura per il miglior film
  - Candidatura per il miglior regista ad Arthur Harari
  - Candidatura per la miglior sceneggiatura ad Arthur Harari e Vincent Poymiro
  - Candidatura per la miglior fotografia a Tom Harari
- 2022 - Premi Magritte
  - Candidatura per il miglior film straniero in coproduzione